# Tvåfärgad barksvartbagge
Tvåfärgad barksvartbagge (Corticeus bicolor) är en skalbaggsart som först beskrevs av Olivier 1790.  Tvåfärgad barksvartbagge ingår i släktet Corticeus, och familjen svartbaggar. Enligt den svenska rödlistan är arten nära hotad i Sverige. Arten förekommer i Götaland, Gotland, Öland, Svealand, Nedre Norrland och Övre Norrland. Artens livsmiljö är skogslandskap, jordbrukslandskap, stadsmiljö.

## Bildgalleri

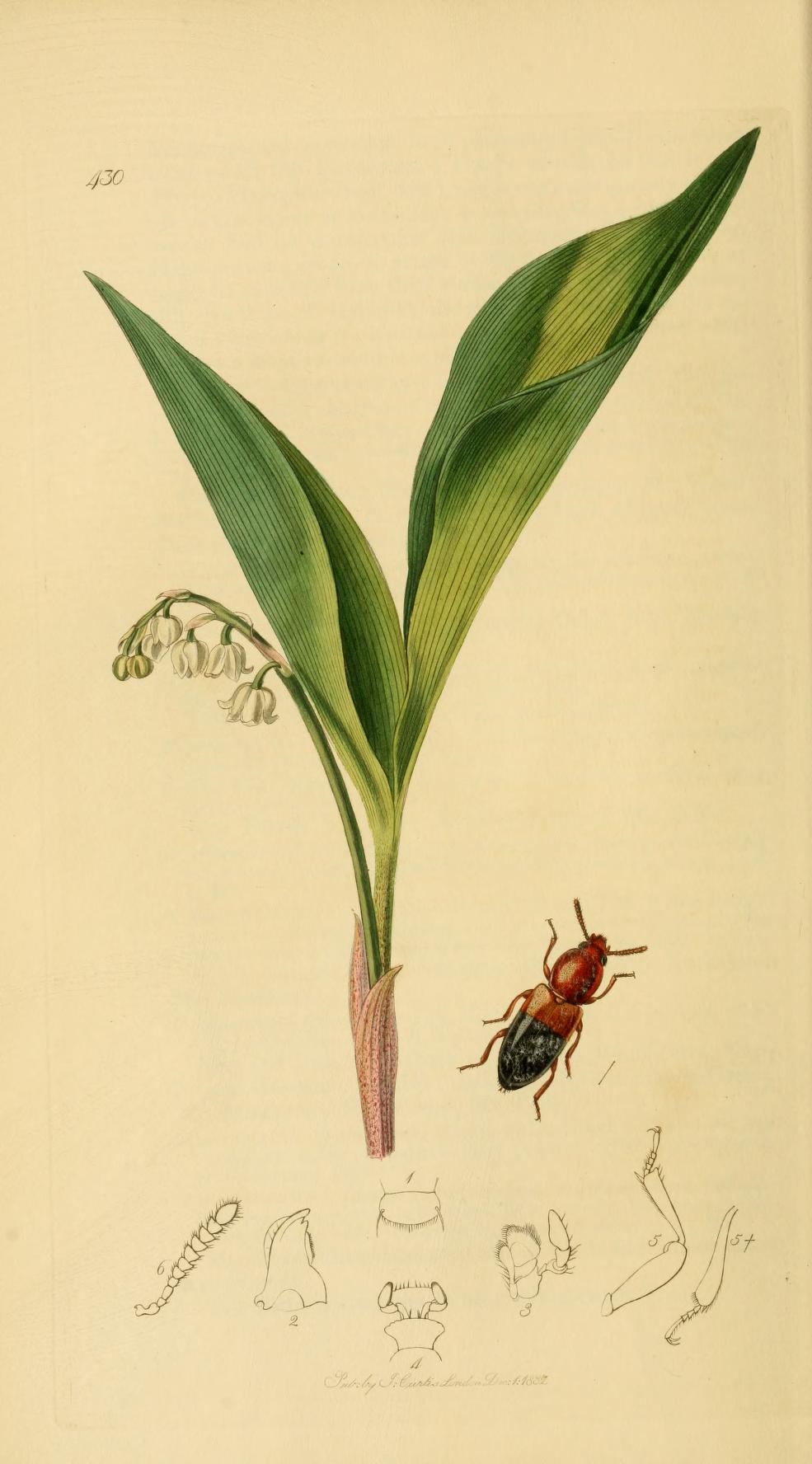